# ショウナイキンギョ

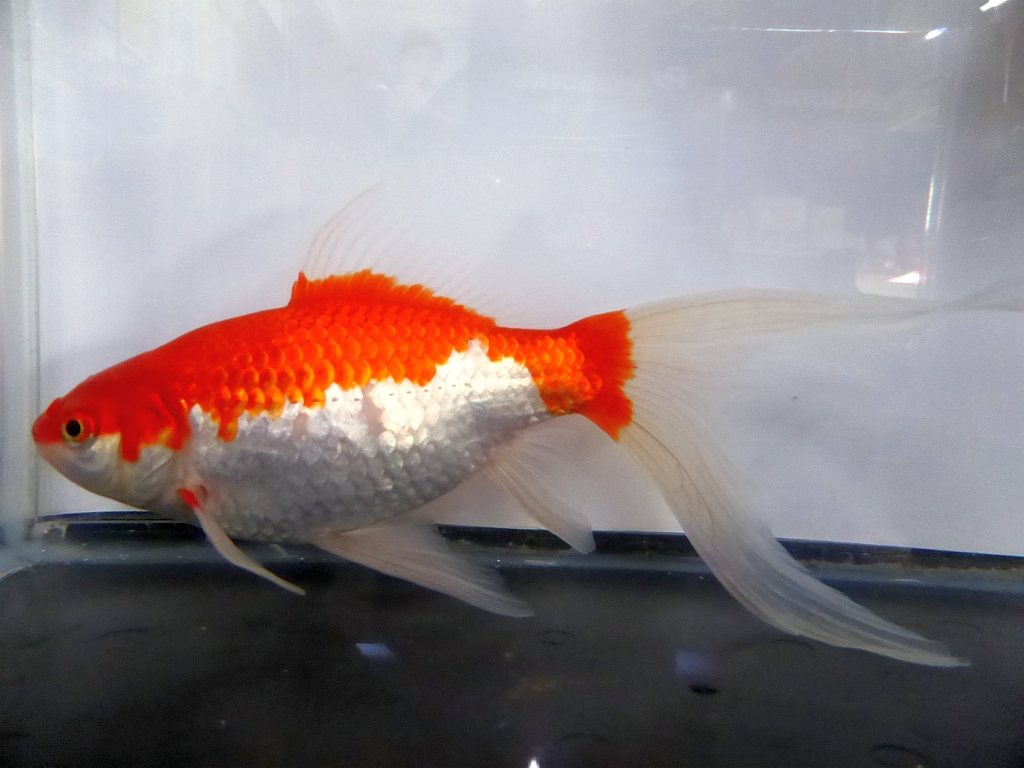
庄内金魚明け3歳の雌。鰭の本格的な形成はこれから。

ショウナイキンギョ（庄内金魚）は、キンギョの一品種。「庄内金」とだけ言うこともある。

## 概要
山形県の庄内地方・旧余目町（現・庄内町）で生み出された希少な品種でツガルニシキと並ぶ東北の地金魚。
尾鰭がとても長く、泳いでいる姿が優雅で、親魚になると各鰭が伸長、垂れ下り、振り袖を着ているように見えることから、別名「袖り振金魚」とも呼ばれる。
体色は発色が良く鮮明な赤色の更紗、各鰭は白い。背に赤を刷いた「一本緋」が良物とされる。
幼魚は一見コメットに似るが体型はいくぶん丸みを帯びガッチリしており風格がある、尾びれの張りはあまり強くない。　
コメット・シュブンキンとは作出過程が全く異なる。庄内金魚とリュウキンを交配してタマサバが誕生したとされる。
山形金魚とも言われるが、こちらは山形産金魚の総称で、庄内勝玉錦・山形玉サバ・玉錦など丸手の別種（庄内金魚と玉サバの改良品種）を含み、流通・認識上多少の混乱が見られる。

## 歴史
幕末、戊辰戦争で列藩同盟軍を待ちくたびれた庄内軍は、無敗のまま降伏した最強軍の余裕か、川遊びや魚取りをして戦旅を楽しんだ。その際、水野郷右衛門は日記に「大鯉及鮒（ふな）ノ類沢山ニ取得タリ（鮒ハ見ルモ始テ也シ　金魚ノ如クニテ尾長シ）シヲ、主将ヘモ贈リヌ」と書いており、当時既に庄内に金魚が入っていた事をうかがわせる。又、この地には元々尾の長い鮒がいたのか、近くには鉄魚（1887年（明治20年）の頃に山形県で最初に発見され、その後、宮城県の魚取沼で大量に生息が確認された鰭の長いキンブナ、2007年5月庄内でも確認）の例もある。「庄内金魚」との関係はハッキリしていないが、金魚産地庄内から宮城側に金魚を運ぶ途中、魚取沼で水を換え魚を休ませ、そのときの子孫が鉄魚累代につながったのでは、との説もあるが、1993年に行われた遺伝子分析によれば金魚との交雑の可能性は低いとされていて、在来のフナの突然変異であり金魚とは無関係とされる。
「庄内金魚」の生みの親、阿部治朗兵衛（1846年-1929年）は、西袋集落の隣村大野の先覚者であり篤農家（水稲「大野早生（おおのわせ）」を創選）でもあった。
阿部家が伝える所によれば金魚との出会いは1868（明治初年）にさかのぼり、1874年（明治7年）に所用で左沢（現在の西村山郡大江町）に行った折、金魚養殖場を訪ねる機会が有り、その金魚の美しさに魅せられ、譲り受けて養殖に着手。以来三代にわたって鋭意努力されること、およそ50年、1923年（大正12年）に至って念願の選抜固定に成功した。
「庄内金魚」誕生までの主な経過として
- 1918年（大正7年）在来種ヒブナとオランダ獅子頭の交配に着手[2][3]
- 1923年（大正12年）「庄内金魚」の固定に成功[2]
- 1926年（大正15年）「庄内金」と命名する[2]

大正12年に選抜固定に成功し、3年後に「庄内金」と命名したと「阿部覚え書」にある。しかし後年県外や海外に輸出した時は「庄内金魚」として扱ったそうである。
「庄内金魚」の創出には、もうひとつの流れがあったことが知られている。酒田市（本楯）庭田の伊藤卯之助と同氏泉町の早藤鉄蔵のグループである。後年、阿部治郎兵衛から分譲をうけ、そしてお互いに交流しながら品種改良にしのぎを削った。同じ「庄内金魚」とは言いながら、細部を比べると、多少の違いがみとめられる。
阿部系｛在来種（和金）×オランダ獅子頭｝で交配に着手、体色は濃い赤色・鮮やかな紅色、尾の先端はとがっている。雄魚で老成（7年ほど）すると頭部に肉瘤が出てくることがある。
伊藤系｛（和金）×琉金｝で交配に着手、体色は淡赤色・橙赤色、尾の先端が丸く切込みが浅い。頭部に肉瘤は無く、成長すると阿部系に比べて、やや体高を持ち、特に尾鰭が長くなる。
※在来種は和金ではなく緋鮒とする説もある。
両系共に体型は和金型で胴長・フナ尾である、コメットに似ているが体型は細くなく尾鰭の張りが強くない。「庄内金魚」の紅質は、コメットよりも鮮明で、かつ深い色合いを持っている。コメットに比べふっくらと丸味を持ち、尾鰭は年と共に伸長し体長の倍以上になる。
老成になるほど尾はたれさがり、伊藤系は著しく尾が伸長し、振り袖金魚ともいわれる。選抜の過程で阿部系は体色に伊藤系は尾鰭の改良に特に力を注いだと伝えられている。体色は赤色か更紗模様で、赤色が側線より上で上見鑑賞に作られた。
現在は両系の改良を取り入れた形態で、色調は更紗を主体とする。上から見て鑑賞する金魚であった庄内金を、水槽飼いの鑑賞にも適するよう側線より下がった変化をもたせ、鮮明な赤色の金魚を作り出してきている。季節風の激しい北国の産なので耐寒性に富んでおり大変丈夫である。
庄内町西袋地区（JR羽越本線西袋駅周辺）、また遊佐地区の養魚場で庄内金の保存が図られている。
昔は町内の西袋集落に8戸の生産販売者がいたが、現在は3戸。 
2009年以降の庄内金魚品評会などにより、伝統伝承にいっそう尽力している。

## 特徴
体系は和金型で、胴が長く各ヒレが長い寒冷な気候に非常に強く、丈夫な品種である。
「一本緋」
従来の緋模様は上見姿で、横見では側線の上、吻端から尾ヒレの付け根まで、切目ない赤の一本緋で各ヒレは白。　
更紗は体の上半分にのみ赤色がのる。腹やヒレに赤が入らないものが上等とされる。
「振袖」
2～3歳ごろより各ヒレが著しく成長する。老成するとベールテールになってその重さから尾鰭が側線より上にあがらない。若いうちは吹き流し尾。
また、急激に大きくした場合、体の成長の方が早く、結果として尾びれの長さの割合は小さくなり、色はオレンジ色で鮮やかな赤色とはなれず、本来の体形、形質にならないので急速に大きくしない方が良い。
現在は水槽飼育の横見鑑賞に合わせて更紗、透明鱗（庄内さくら）三色（庄内にしき）柳出目(庄内柳)など積極的に改良されている。
最近は『他所の業者産出の庄内金魚』も流通している様で、尾ヒレはそれなりに伸びるものの、庄内産のものと比べると吹き流し尾に近く、体高は出ず恐らく（和金×コメット）の交配種　近年、交配に一部鉄魚の血が入っているとの話もある。